# Buenos Aires Unidos
Il Buenos Aires Unidos fu una società pallavolistica argentina, con sede a Mar del Plata.

## Storia
Il Buenos Aires Unidos nasce nel 2010 dalla fusione di due club Club Atlético Once Unidos di Mar del Plata, dal quale eredita la sede e l'impianto di gioco, ed il Mar Chiquita Vóley Club.
Iscritto subito nel massimo campionato argentino, la Liga Argentina de Voleibol, nella stagione del debutto vince subito il primo titolo della sua storia, aggiudicandosi il Torneo Súper 8, mentre in campionato raggiunge le semifinali dei play-off scudetto; nella stagione successiva invece esce di scena già ai quarti di finale contro il Club Atlético Boca Juniors.
Nel campionato 2012-13 raggiunge sia la finale di Coppa ACLAV che la finale scudetto, ma viene sconfitto in entrambe le occasioni dall'UPCN Vóley Club; al termine dell'annata il club cessa di esistere.

## Palmarès
- Torneo Súper 8: 1

2010